# Dragon Ball - Il film
Dragon Ball - Il film (新七龍珠 神龍的傳說T, 新七龙珠 神龙的传说S, xīn qī lóng zhū - Shénlóng de chuánshuōP, lett. "Le nuove sette sfere del drago - La leggenda di Shenron") è un film del 1991 diretto da Joe Chan e Leung Chung.
Si tratta del secondo film live action non ufficiale ispirato al celebre manga ed anime Dragon Ball, ideato da Akira Toriyama, dopo il precedente film omonimo alla serie.

## Trama
L'infido Re Satan (Giumaho in originale) vuole impossessarsi delle sette sfere del drago (qui chiamate "sfere di drago") che gli permetteranno di realizzare il suo sogno: soggiogare l'umanità e dominare l'universo. Due sfere sono già nelle sue diaboliche mani, le altre le custodiscono Son Goku (Sun Wukong), Bulma (Y-Tóu), Olong (Xiǎo Zhū), Yamcha (Lè Píng) e il Maestro Muten, il vecchio Eremita della Tartaruga (Guī Xiān). Solo unendosi potranno riuscire a sconfiggere e distruggere il terribile Re Satan e i suoi scagnozzi, i potenti guerrieri Malila e Zebrata prima che sia troppo tardi.

## Personaggi
In originale, ad esclusione di Son Goku, Son Gohan e Giumaho, i nomi dei personaggi sono diversi da quelli della serie, essendo semplicemente ispirati ad essi e pronunciati in cinese. Il titolo originale cinese significa letteralmente Le nuove sette sfere del drago. La leggenda di Shen Long.

### Son Goku
È il protagonista del film. È un giovane e spensierato ragazzo che vive con il nonno Gohan e che sostiene di essere il discendente del Re delle Scimmie. È un esperto praticante di arti marziali, insegnateli dal nonno Gohan, e, insieme al nonno stesso, custodisce i tesori di famiglia: una Sfera Di Drago e un bastone magico che si allunga al comando, che maneggia con abilità. Ragazzo orfano, da neonato fu trovato da Gohan, che lo allevò e gli insegnò i fondamenti delle arti marziali. In originale è il discendente di Sun Wukong.

### Son Gohan (Sūn Wù-Fàn)
In questo film è un arzillo anziano (vivo, al contrario della sua controparte nel manga e nell'anime) esperto di arti marziali, che vive con Goku in una foresta. Pur avendo una grande forza, non riesce a tener testa agli scagnozzi di Re Satan, ovvero Malila, Zebrata e i vari soldati, venendo rapito da questi. Il suo nome originale non è altro che Son Gohan pronunciato in cinese.

### Eremita della Tartaruga (Guī Xiān)
È un uomo anziano che conduce una vita solitaria in una piccola isola. Molti lo considerano il più grande esperto di arti marziali. Dona a Goku una nuvola magica (nuvola d'oro nel manga e nel doppiaggio originale dell'anime, nuvola speedy nel doppiaggio italiano dell'anime italiano) che può essere richiamata mediante una danza esilarante. I nostri eroi si recano nella sua dimora perché ritengono che sia l'unico in grado di sconfiggere il crudele Re Satan, inoltre, a insaputa di tutti, è il proprietario della sfera di drago con due stelle. È anche un maniaco sessuale, e lo dimostra specialmente verso Bulma. Infatti, quando i protagonisti chiedono all'eremita di donare loro la sua sfera, lui accetta, ma ad una condizione: Bulma dovrà mostrargli il seno. La ragazza allora dice a Olong di trasformarsi in lei. Lui accetta subito e trasformatosi in lei mostra il seno (diventato più grosso per volontà di Olong) al vecchio Muten. In originale si fa chiamare Guī Xiān che significa proprio "Eremita della tartaruga".

### Bulma (Y-Tóu)
Bulma è una ragazza che aiuta Goku a salvare il nonno Gohan, allo scopo di impossessarsi delle sfere di drago. È una ragazza molto responsabile e intelligente, con un debole per il bandito Yamcha. In originale si chiama Y-Tóu.

### Yamcha (Lè Píng)
Yamcha è un bandito che tenta di derubare i protagonisti della storia. Dimostra di avere un gran terrore verso le donne, specie quando viene baciato da Bulma. È accompagnato da un pappagallo bianco di nome Biancaneve (basato sul personaggio di Pual). È il possessore di una delle sfere di drago, e vuole chiedere al magico dragone il coraggio necessario a vincere la sua fobia verso le donne. Il suo nome originale Lè Píng significa "Foresta d'occidente".

### Olong (Xiǎo Zhū)
Olong è un maniaco trasformista sovrappeso. 91º discendente del Grande Maiale, si unisce a Goku e Bulma nel viaggio alla ricerca delle sfere di drago. Si rivelerà proprietario di una di esse, e sembra che conosca bene il kung fu, nonostante non sia un lottatore. Come la sua controparte del manga, quando è trasformato ha un carattere presuntuoso e arrogante, mentre dimostra di essere debole e fondamentalmente onesto quando è nel suo vero aspetto. Appella Goku come "fratello", poiché il ragazzo è il 91º discendente del Re delle Scimmie, e quindi suppone che il Grande Maiale e il Re delle Scimmie fossero fratelli. Il nome originale Xiǎo Zhū significa "Maialino", inoltre egli dice di essere il discendente di Zhu Bajie.

### Panji (Zhēn Zhēn)
Panji (nel doppiaggio inglese Jade) è la figlia del capo di un villaggio pacifico presentato all'inizio del film, che venne attaccato dal malvagio Re Satan poiché custodiva una delle sfere di drago. i genitori di Panji sono morti nel tentativo di proteggere la sfera, e Panji stessa si unirà a Goku e i suoi amici spinta da un forte senso della giustizia e di vendetta.

### Re Satan (Giumaho)
È il principale antagonista del film. È ispirato a Re Gourmet, il cattivo del primo film d'animazione di Dragon Ball, La leggenda delle sette sfere. Accompagnato dai suoi servi Malila (una donna guerriera che fa uso di una potente mitragliatrice) e Zebrata (un soldato dotato di un micidiale fucile) e dal suo esercito, vuole impossessarsi delle sfere di drago per dominare il mondo. Il suo aspetto è simile a quello di un mostro marino, con tanto di pinne nel volto. Il nome originale dell'antagonista non è altri che Giumaho, ossia il nome di Stregone del Toro in Dragon Ball (nel primo doppiaggio italiano chiamato Ox Satan e nel successivo ribattezzato prima Al Satàn e poi Giuma), e il demone di Viaggio in Occidente.

## Analogie con altre opere
- Il film ha anche delle analogie a livello di trama con il primo film animato di Dragon Ball (La leggenda delle sette sfere, uscito tre anni prima in Giappone), difatti, come il Re Gourmet, anche re Satan contiene le sfere all'interno del suo corpo (la differenza è che Gourmet non muore nel momento in cui il drago viene evocato, Satan sì) e che se Gourmet era un buon re prima dell'inizio del film e ritorna tale alla fine; Satan è invece malvagio fin da subito. Inoltre, il personaggio di Panji ricorda quello di Pungee (Penny nella versione americana), la ragazza in fuga proprio da Re Gourmet.

## Edizione DVD Italia e USA
- Nel 2001 è uscito in Italia per la prima volta in DVD Dragon Ball - Il film (Original Version) editato dalla PASSWORLD e distribuito dalla CVC.
- Nel 2007 è stato pubblicato in USA cambiando il nome in Dragon Ball: Ultimate Edition. Questa edizione è una versione rimasterizzata del film originale che aggiunge inoltre nuovi effetti speciali realizzati in computer grafica[1]. A differenza delle altre edizioni presenta 15 minuti in più di film inedito; la suddetta versione non è ancora uscita in Italia.